# 트루크립트
트루크립트(TrueCrypt)는 실시간 파일 암호화(on-the-fly encryption (OTFE))를 지원하는 응용 소프트웨어다. 트루크립트는 무료로 제공되고 소스코드가 공개되어 있다. 트루크립트는 파일 내부나 디스크 파티션에 가상의 암호화 디스크를 생성한다. 윈도우 2000을 제외한 마이크로소프트 윈도우를 지원하고, 모든 데이터 저장장치에서 부팅전 인증(en)을 지원한다. 2014년 5월부로 개발이 중단되었으며 공식 홈 페이지에는 Truecypt를 사용하는 것은 위험하다고 나와 있다.
TrueCrypt가 개발 중지되면서 VeraCrypt와 CipherShed라는 포크가 나왔다.

## 암호화 알고리즘
에이이에스(AES), 서펜트(Serpent), 투피시(Twofish) 등의 개별 알고리즘이 지원된다. 특히 다섯가지 다른 방식의 상위암호화(cascaded)) 알고리즘을 조합할 수 있다. 이때는 에이이에스-투피시(AES-Twofish), 에이이에스-투피시-서펜트(AES-Twofish-Serpent), 서펜트-에이이에스(Serpent-AES), 서펜트-투피시-에이이에스(Serpent-Twofish-AES and Twofish-Serpent)가 제공된다. 트루크립트에서 사용되는 암호화 해시 함수는 라이프엠디-160(RIPEMD-160)과 샤-512(SHA-512), 월플(Whirlpool)이다.

## 국가 기관의 암호화 해제 시도 사례
사법 기관인 브라질 경찰, 미국 FBI, 영국 NCA와 정보 기관인 미국 CIA, NSA, 영국 GCHQ 등에서 트루크립트 암호화 해제에 실패하였다.

### Operation Satyagraha
브라질 경찰과 미국 FBI가 트루크립트의 암호화를 못 풀었다.
Brazilian banker's crypto baffles FBI (28 Jun 2010)
FBI hackers fail to crack TrueCrypt (Jun 30, 2010)

### United States v. John Doe
미국 FBI가 트루크립트의 암호화를 못 풀었다.
Court: Fifth Amendment Protects Suspects from Having to Decrypt Hard Drives (Feb 23, 2012)
FORCING DEFENDANT TO DECRYPT HARD DRIVE IS UNCONSTITUTIONAL, APPEALS COURT RULES (02.24.12)
IN RE: GRAND JURY SUBPOENA DUCES TECUM DATED MARCH 25 (February 23, 2012)
In RE: GRAND JURY SUBPOENA DUCES TECUM DATED MARCH 25, 2011 (FEBRUARY 23, 2012)

### 데이비드 미란다
에드워드 스노든(Edward Snowden)의 협력자였던 데이비드 미란다(David Miranda)와 글렌 그린월드(Glenn Greenwald)의 사건에서 영국 정보 기관인 GCHQ와 미국 정보기관인 CIA와 NSA도 트루크립트의 암호화를 풀 수 없다는 게 드러났다.
UK asked N.Y. Times to destroy Snowden material (AUGUST 31, 2013)
Miranda: Where is the UK Government getting its numbers from? (August 31, 2013)

### James DeSilva
미국 애리조나 주의 Maricopa County Sheriff's Office에서도 James DeSilva 사건에서 트루크립트 암호화를 못 풀었다.
"True Crypt" Encryption Software Stumps MCSO Detectives in Child-Porn Case (FEBRUARY 4, 2014)

### Lauri Love
영국의 National Crime Agency (NCA)에서도 Lauri Love 사건에서 트루크립트 암호화를 못 풀었다.
Briton Lauri Love faces hacking charges in US (29 Oct 2013)
Briton Lauri Love faces new US hacking charges (27 February 2014)
Hacker Charged with Breaching Multiple Government Computers and Stealing Thousands of Employee and Financial Records (July 24, 2014)
Judge Rejects Attempt To Force Lauri Love To Decrypt His Computers, Despite Never Charging Him With A Crime (May 10th 2016)

### 드루킹 특검
드루킹 특검에서 트루크립트로 암호화된 파일들에 대한 암호화 해제를 시도하여 일부를 해독하였다.
트루크립트는 파일이 보이지 않아 은닉된 파일이 존재하는지도 알 수 없다는 얘기는 hidden volume을 의미하는 것으로 보인다. 드루킹 일당이 사용할 가능성이 높은 단어를 대입하는 방식으로 일부 파일의 암호를 풀었다고 하는데 사전 공격 방식을 사용한 것으로 보인다. 사전 공격은 미리 만들어진 목록에 의한 공격만 해당하며 비밀구절(passphrase)에 특정인이 넣을만한 단어들을 추측해서 집어넣는 것은 사전 공격의 범주에 들어가지 않는다는 주장도 있다. 이런 식의 공격은 사전 지식을 이용한 추측(educated guess)을 사용한 공격이다. 이런 educated guess attack은 해커들이 선호하는 공격 중 하나이다.
트루크립트로 암호화된 일부 파일들의 암호화가 해제되면서 드루킹 일당들이 진술을 하기 시작했다고 한다.

## 숨긴 볼륨
암호화 볼륨 속에 숨길 수 있는 숨긴 볼륨(hidden volume) 기능이 있어 협박이나 고문에 의해 비밀번호를 말해야 하는 경우에도 특정 파일의 존재 여부를 숨길 수 있다.
- 트루크립트 완벽 사용법 - 3. 숨김 볼륨과 키파일
- 트루크립트 완벽 사용법 - 4. 기존 볼륨 속에 숨김 볼륨 만들기

## 같이 보기
- PGP
- GNU 프라이버시 가드
- 프리넷
- 베라크립트
- 사이퍼셰드

## 참조
1. ↑  “Version History”. TrueCrypt Foundation. 2013년 1월 8일에 원본 문서에서 보존된 문서. 2009년 10월 1일에 확인함.
2. ↑  “TrueCrypt”.
3. ↑  “DragonFly On-Line Manual Pages”. DragonFly BSD Project. 2011년 9월 12일에 원본 문서에서 보존된 문서. 2011년 7월 17일에 확인함.
4. ↑  http://www.truecrypt.org/localizations.php%5B깨진+링크(과거+내용+찾기)%5D
5. ↑  [일문일답] ‘드루킹 특검’ 종료…“수사 종료 자체 판단…외압 없었다”, 뉴스핌, 2018년08월27일, http://newspim.com/news/view/20180827000369
6. ↑  특검 "김경수, 킹크랩 개발·운영 허락…댓글 8800만건 조작 관여", 매일경제, 2018.08.27, http://news.mk.co.kr/newsRead.php?year=2018&no=538301
7. ↑  "드루킹 일당이 걸어둔 암호 풀어라"…특검, 전문가 총동원, 연합뉴스, 2018/07/18, http://www.yonhapnews.co.kr/bulletin/2018/07/18/0200000000AKR20180718142500004.HTML
8. ↑  ＂드루킹 댓글조작 1/3 암호…FBI도 못 푸는 트루크립트 사용＂, OBS, 2018.07.19, http://voda.donga.com/3/all/39/1394189/1
9. ↑  The top ten password-cracking techniques used by hackers, Alphr, 26 Jun 2018, http://www.alphr.com/features/371158/top-ten-password-cracking-techniques
10. ↑  'FBI도 못 푼다'는 암호 풀자 드루킹 측근들 태도가 변했다, TV조선, 2018.07.18, http://news.tvchosun.com/site/data/html_dir/2018/07/18/2018071890102.html